# Natal na Alemanha

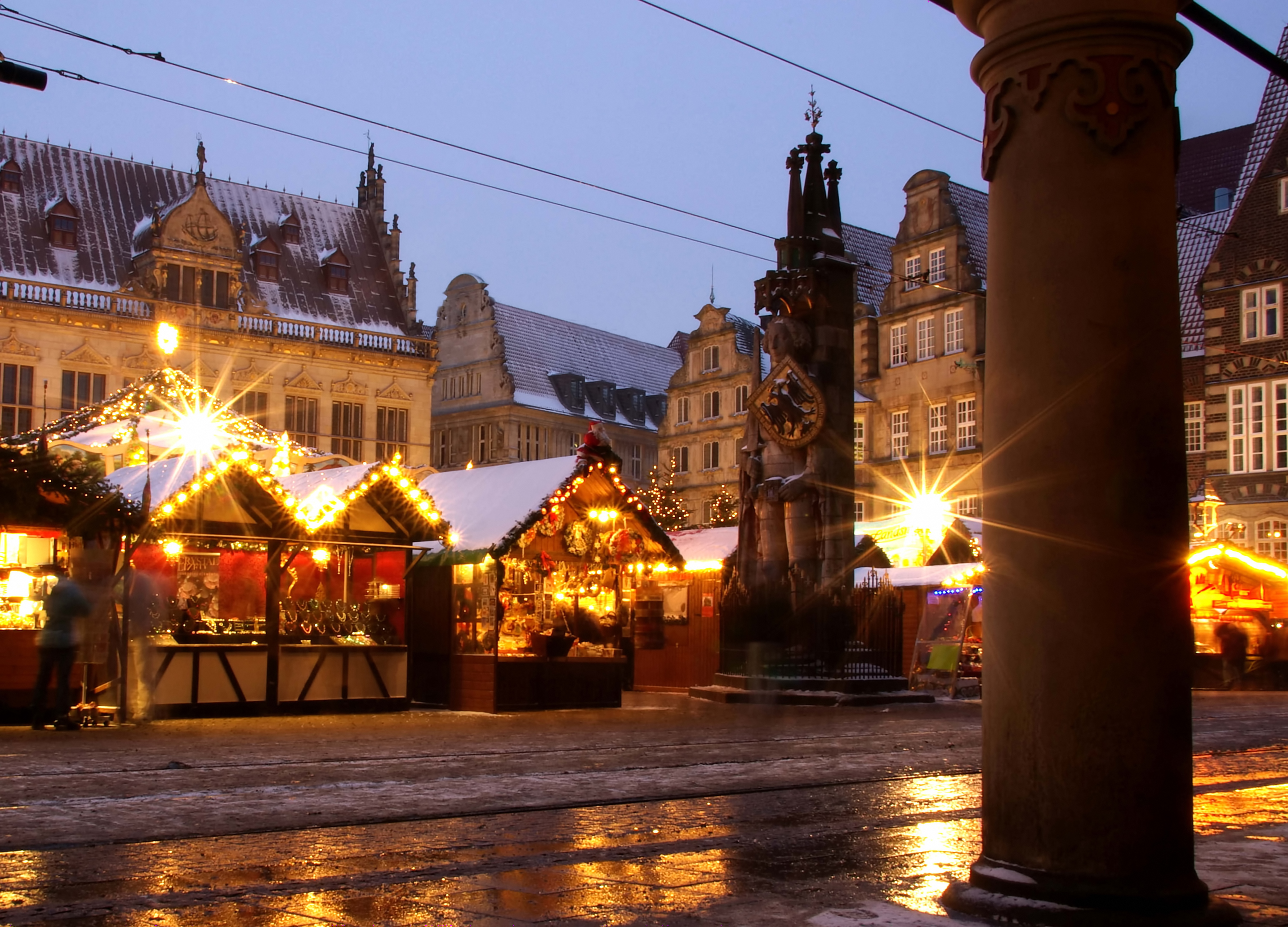
Weihnachtsmarkt de Bremen

O tempo de Natal (Weihnachtzeit, em alemão) na Alemanha começa com o período de Advento, ao final do mês de novembro, no 4º domingo antes da festa.
Nessa época do ano, acontecem os conhecidos Weihnachtsmarkt, (Feiras de Natal), que encantam as noites frias de inverno no oeste europeu, e a maioria permanece até os dias 23 ou 24 de dezembro. É frequentemente um ponto de encontro entre amigos e familiares.

## Advento

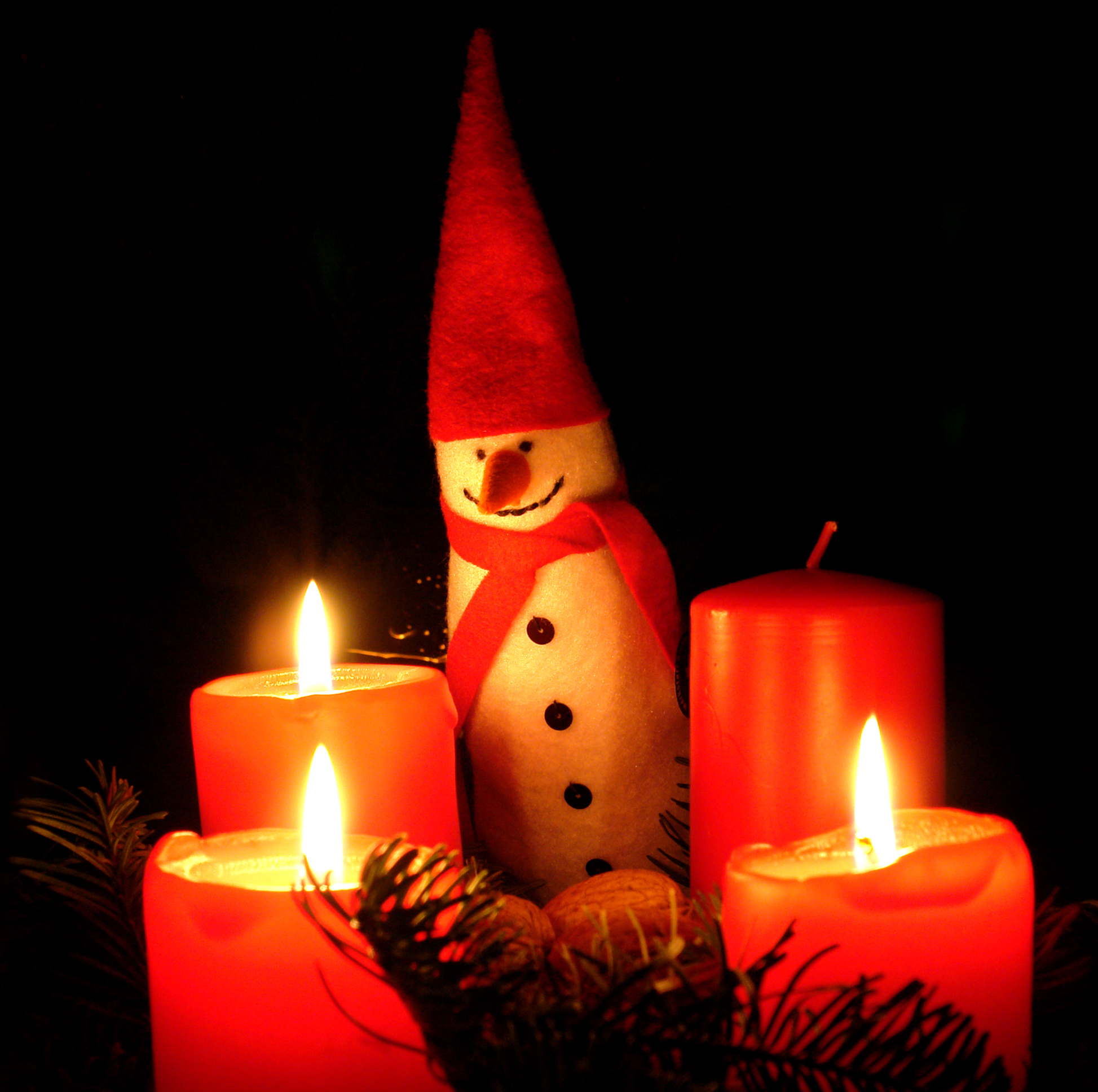
Uma coroa de advento.

O Advento é o tempo que antecede o Natal, por isso, para os cristãos, é um tempo de preparação. Mesmo que alguns relatos históricos datam que as primeiras celebrações foram na Espanha, entre os séculos 3º e 4º, o advento é comemorado principalmente por alemães, com várias tradições e costumes, incluindo as Feiras de Natal, conhecidas no mundo inteiro.

### Coroa de Advento
Geralmente feitas de ramos de pinheiros e fitas vermelhas, as coroas de advento são importantes símbolos da época natalina. Essas guirlandas possuem quatro velas que são acesas a cada domingo que antecede o natal.
A origem dessas coroas vem de uma tradição pagã europeia. Conta-se que, na escuridão do inverno, ao redor de folhas eram acesas velas que simbolizavam o "fogo do deus sol" com a esperança de que sua luz e seu calor voltassem. E para evangelizar as pessoas, os primeiros missionários aproveitaram a tradição, dando novo significado a esse costume.
Representa união, o amor de Deus e as velas lembram que Jesus é a luz do mundo.

### Calendário de Advento
O Calendário de Advento (Adventskalender), também é um dos principais símbolos do advento alemão. São janelinhas com números de 1 a 24 (representando o 1º dia de dezembro até o dia 24 que é a véspera de natal), podendo ser de vários tamanhos, materiais, cores e temas. Existem calendários simples, que custam 60 centavos e também alguns mais caros, custando mais de 30 Euros.
O Adventskalender surgiu na Alemanha como incentivo às crianças para, de forma gradativa, viver a grande expectativa do Natal. Diversas formas se desenvolveram através da História, como por exemplo: fazer uma tabela com 24 riscos e, apagando uma por dia, dar às crianças um sentido temporal de aproximação do Natal; a confecção de um quadro com 24 frases bíblicas, lendo-se e comentando uma por dia; a colocação diária de um fio de palha no presépio, preparando o berço de Jesus e assim por diante.

## Dia de São Nicolau

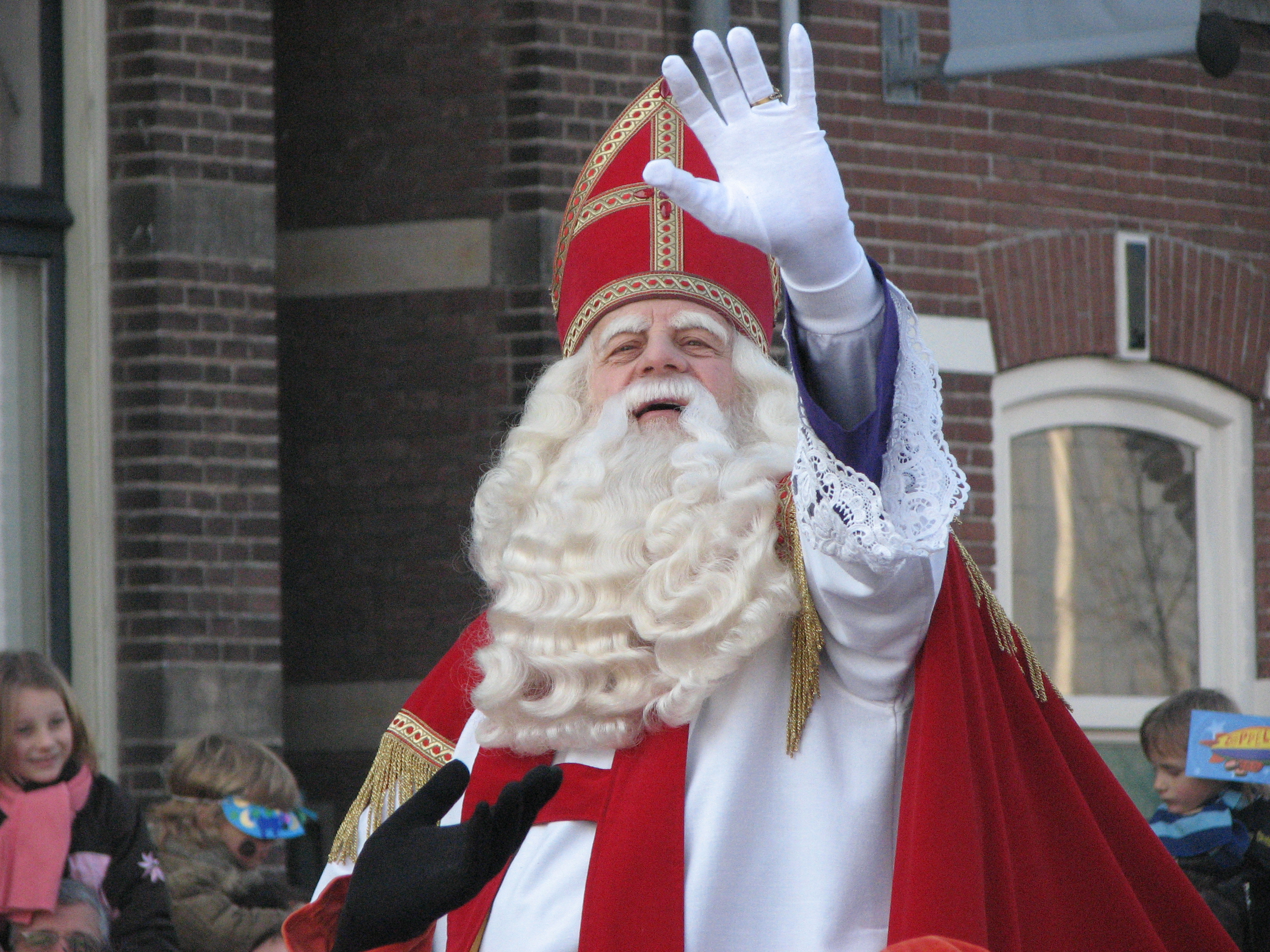
São Nicolau.

O dia de São Nicolau é 6 de dezembro. Neste dia, as crianças comportadas recebem doces, luvas, nozes, tangerinas ou cachecóis de São Nicolau, e as mal-educadas, recebem carvão, em sapatinhos ou no próprio calçado do presenteado. Por isso que, como manda a tradição, deve-se limpar as botas e calçados para que esteja limpo para São Nicolau.
Diferentemente do que se imagina, este ícone de bondade é considerado pelo catolicismo o verdadeiro Papai Noel (Pai Natal, em Portugal). Sem barriga rechonchuda nem roupa vermelha ou botas pretas, o bom velhinho de natais passados era alto, esbelto, vestia um tipo de batina branca e usava mitra, comuns aos bispos de sua época.
Este dia, para o resto do mundo, é usado como dia para montar a árvore de natal, e deixá-la armada durante 1 mês, até a festa da Epifania no dia 6 de janeiro.

### Bispo de Mira

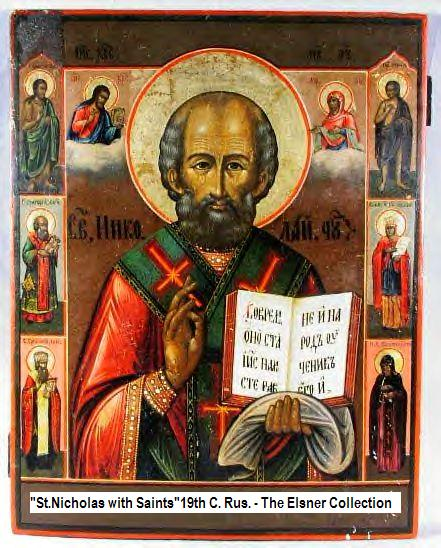
São Nicolau de Mira.

São Nicolau Taumaturgo, bispo da cidade de Mira, da província da Lícia, é um santo especialmente querido pelos ortodoxos, e em particular, pelos russos. Ele ajuda rapidamente em diversas calamidades da vida e perigos das viagens. Ele nasceu na Ásia Menor no final do séc. III. E desde a sua infância, demonstrou a sua profunda religiosidade e aproximou-se do seu tio, bispo da cidade de Patara e ainda jovem foi ordenado sacerdote.
Após a morte dos seus pais, São Nicolau herdou uma grande fortuna a que começou a distribuir entre os pobres. Ele se empenhou em ajudar secretamente, para que ninguém pudesse agradecer-lhe. O seguinte caso mostra, como ele ajudava aos infelizes.
Havia na cidade de Patara um rico comerciante com 3 filhas. Quando as suas filhas chegaram à maturidade, as transações comerciais do pai delas fracassaram e ele chegou à completa falência. Daí ele teve uma ideia criminosa de usar a beleza das filhas para conseguir meios de sobrevivência. São Nicolau ficou ao par do seu plano e decidiu salvar a ele junto com as filhas de tal pecado e vergonha. Aproximando-se durante a noite à casa do comerciante falido ele jogou na janela aberta um saquinho com moedas de ouro. O comerciante, achando o ouro, com grande alegria preparou o enxoval da filha mais velha e arranjou-lhe um bom casamento. Passado um pouco de tempo, São Nicolau novamente jogou na janela um saquinho com ouro, o suficiente para o enxoval e o casamento da segunda filha. Quando o São Nicolau jogou o terceiro saquinho com ouro para a filha mais nova, o comerciante já estava à espera dele. Prostrando-se diante do Santo, agradeceu com lágrimas pela salvação da sua família de um horrível pecado e vergonha. Após o casamento das três filhas, o comerciante conseguiu recuperar os seus negócios e começou a ajudar aos próximos, imitando o seu benfeitor.

## Culinária e a Ceia de Natal

### Plätzchen

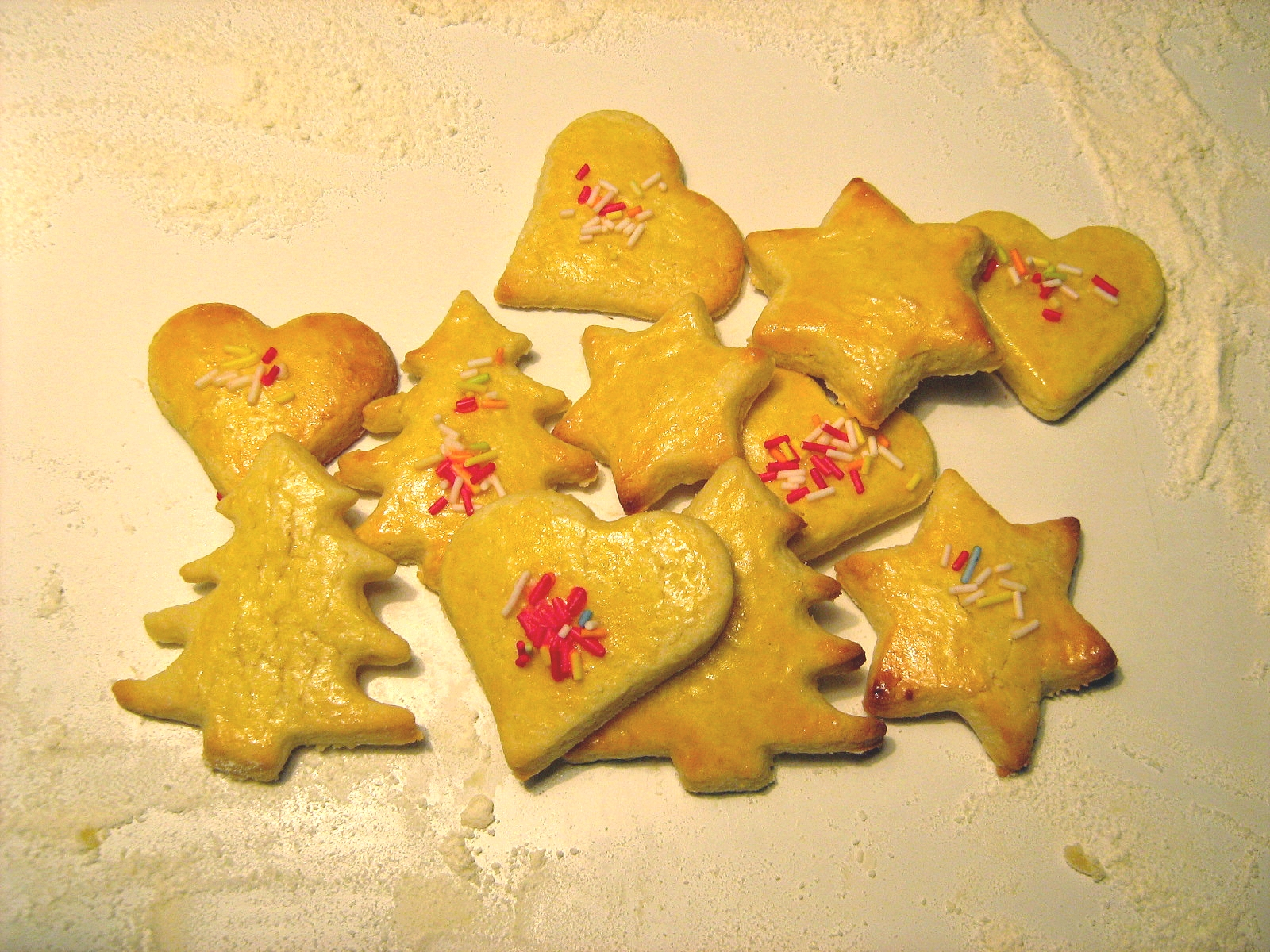
Plätzchens de natal.

Um dos mais tradicionais doces da época natalina é o Plätzchen, bolachinhas dos mais variados tipos e formas e enfeitados de vários jeitos. O preparo do biscoito exige das famílias alemãs muitas horas na cozinha. Geralmente, se a família tem crianças, elas são as que mais se empolgam na confecção dos docinhos, tanto que são elas que ajudam a prepará-los.

### Stollen

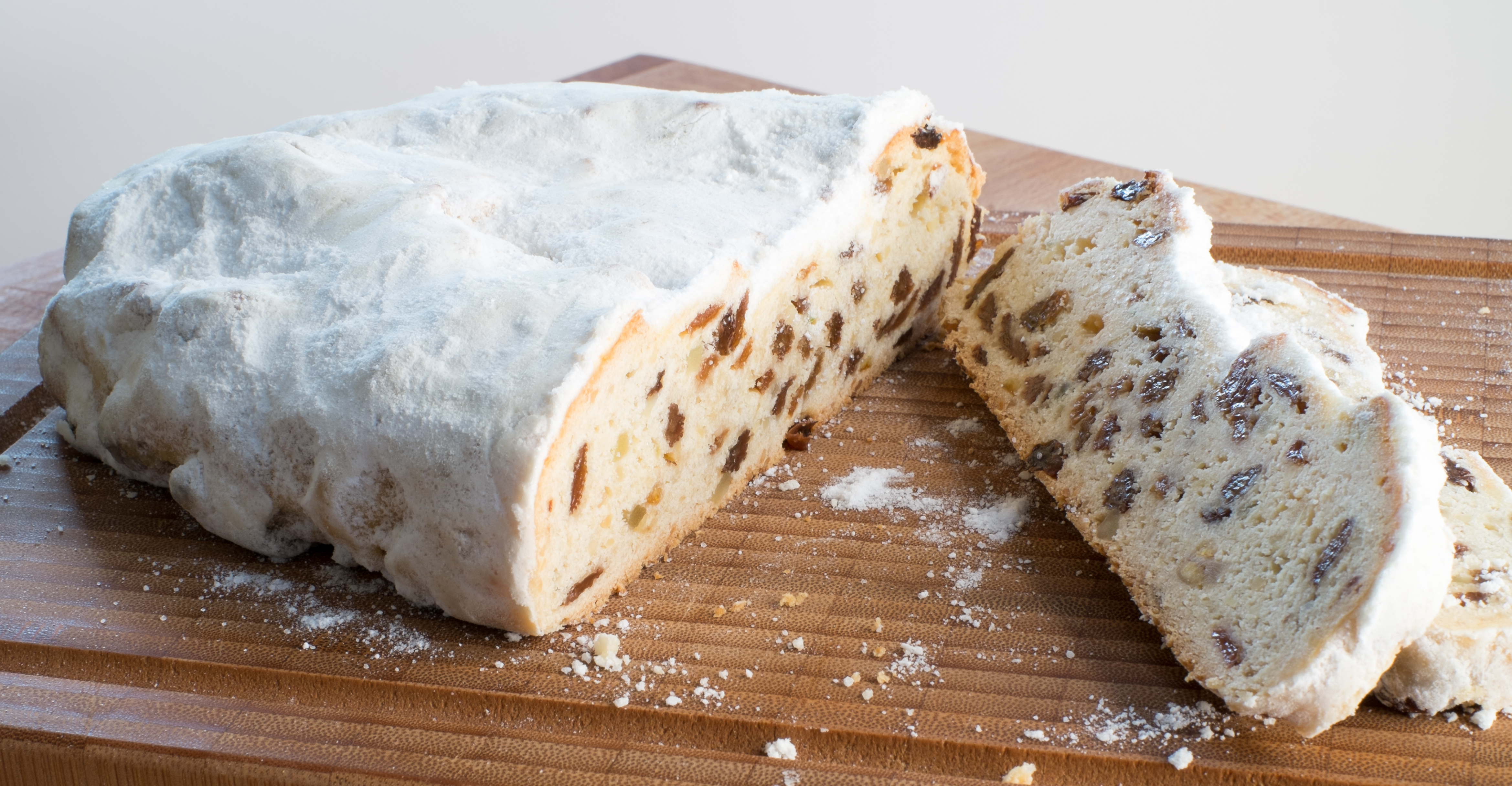
Stollen de Natal

Originalmente, este bolo era cozido sem manteiga ou leite, até que Lord Ernst da Saxônia e o seu irmão Albrecht apelaram ao Papa para anular a chamada "Butter-Verbot" ("Proibição da Manteiga"), em vigor na época. O Santo Padre declarou (no que veio a ser conhecido como o Butterbrief) que o leite e a manteiga podiam ser efectivamente utilizados na confecção do Stollen; "...pode ser feito com a boa consciência e com a bênção de Deus, depois de feita a adequada penitência Butterbrief.
Ao longo dos séculos, a receita mudou de um simples "pão" para uma mais doce com ingredientes mais ricos, como o marzipã, embora o tradicional Stollen não seja tão doce, leve e arejado quanto as cópias feitas ao redor do mundo.

### Ganso de Natal

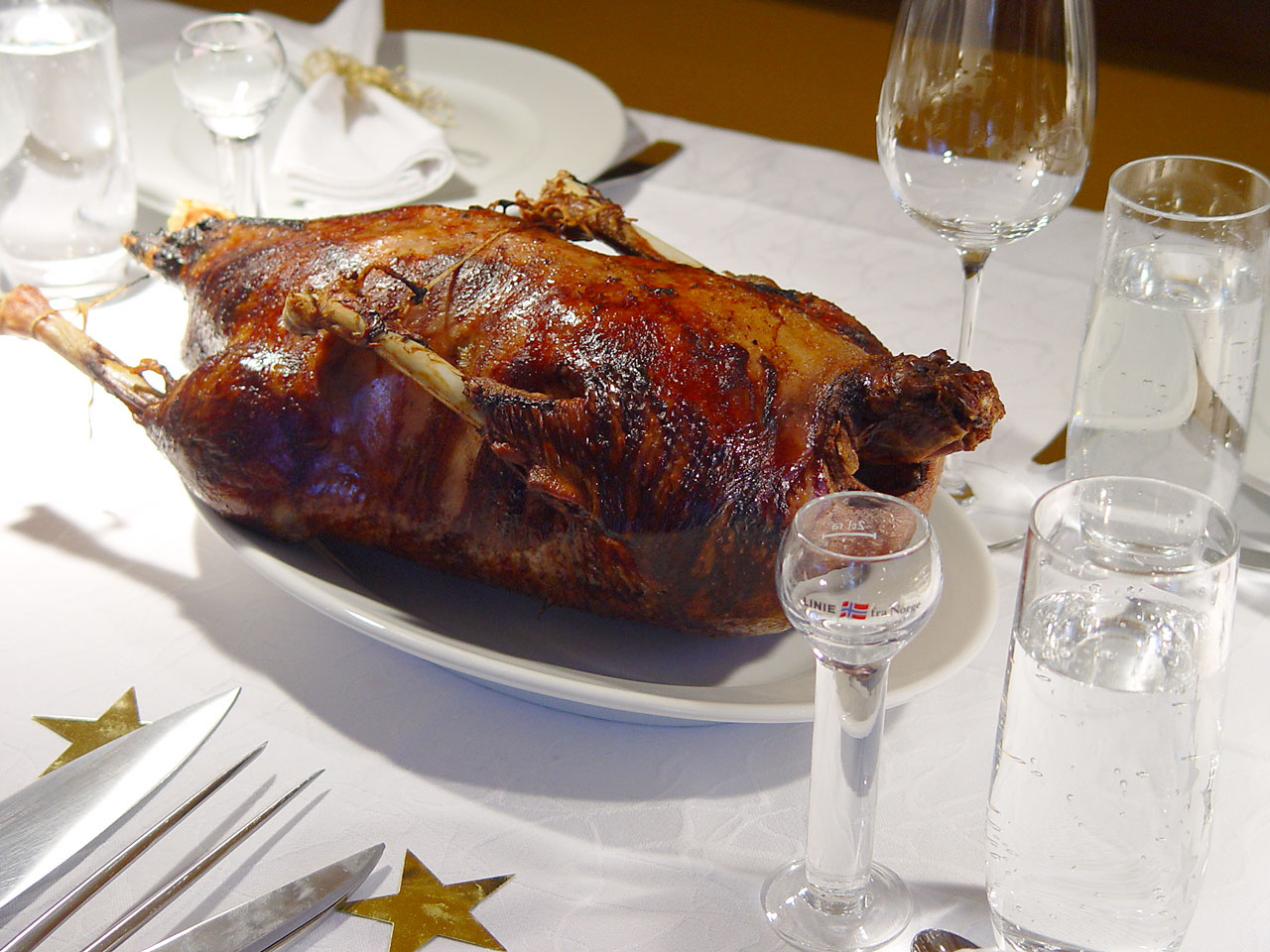
Um Ganso de natal.

O Ganso Assado (no natal conhecido como Weihnachtsgans) é servido com bola de batata (kartoffelklösse) e repolho roxo (Rotkohl).
O ganso assado não é somente um prato festivo para a noite de Natal na Alemanha. Todos os anos, ele faz parte do cardápio da nação desde 11 de novembro, dia de São Martinho. Conta-se que o santo que não queria ser bispo se escondeu entre os gansos, quando foram buscá-lo, mas as aves delataram o seu esconderijo com seu alarido.